# Министры обороны Республики Абхазия
Министр обороны Республики Абхазия — член Кабинета министров Абхазии, глава Министерства обороны Республики Абхазия.

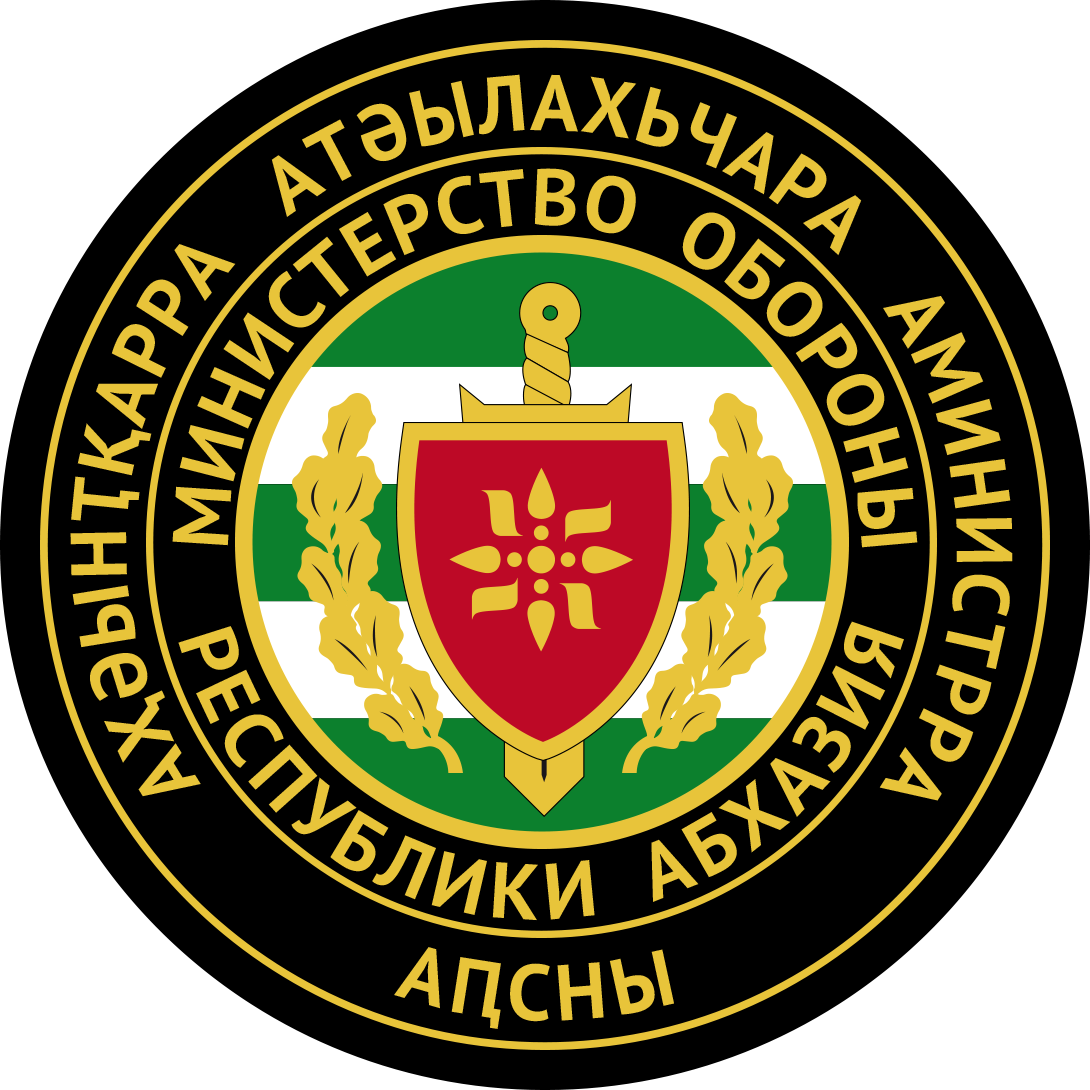
Эмблема Министерства обороны Республики Абхазия

Министерство обороны Абхазии было образовано 11 октября 1992 года. С момента образования Абхазии на посту министра обороны сменилось 8 человек (см. список). В настоящее время министерство обороны Абхазии возглавляет Владимир Ануа (с 1 июня 2020 года).

## Министры обороны Абхазии
| № | ФИО                            | Дата назначения | Дата освобождения |
| - | ------------------------------ | --------------- | ----------------- |
| 1 | Аршба, Владимир Георгиевич     | 11 октября 1992 | апрель 1993       |
| 2 | Сосналиев, Султан Асламбекович | 25 апреля 1993  | 1 июля 1996       |
| 3 | Миканба, Владимир Тачевич      | июнь 1996       | 4 января 2002     |
| 4 | Хаджимба, Рауль Джумкович      | 9 декабря 2002  | 22 апреля 2003    |
| 5 | Эшба, Вячеслав Ахметович       | 22 апреля 2003  | 8 ноября 2004     |
| 6 | Килба, Мухамед Сетбиевич       | 8 ноября 2004   | 25 февраля 2005   |
| 7 | Сосналиев, Султан Асламбекович | 25 февраля 2005 | 8 мая 2007        |
| 8 | Кишмария, Мераб Борисович      | 26 июня 2007    | 1 июня 2020       |
| 9 | Ануа, Владимир Иванович        | 1 июня 2020     | наст. вр.         |